# Sciades saltator
Sciades saltator là một loài bọ cánh cứng trong họ Cerambycidae.